# Svetozar Pribićević
Svetozar Pribićević, cyr. Светозар Прибићевић (ur. 26 października 1875 w Kostajnicy, zm. 15 września 1936 w Pradze) – chorwacko-serbski polityk i publicysta, z zawodu nauczyciel.

## Życiorys
Ukończył matematykę i fizykę na Uniwersytecie w Zagrzebiu. Był nauczycielem w serbskich szkołach w Karlovacu i Pakracu.
Był członkiem młodzieżowej organizacji Ujedinjena hrvatska i srpska omladina. Publikował w almanachu Narodna misao. W 1897 roku napisał artykuł Misao vodilja Srba i Hrvata w duchu jugoslawizmu, w którym przedstawił teorię mówiącą o tym, że Chorwaci i Serbowie stanowią jeden naród. W 1900 roku założył wraz ze Stjepanem Radiciem czasopismo Glas ujedinjene hrvatske, srpske i slovenačke omladine. Dwa lata później został redaktorem pisma Novi Srbobran. Był członkiem partii Srpska samostalna stranka, należącej do Koalicji Chorwacko-Serbskiej. Po rezygnacji Frana Supili stanął na czele koalicji.
Z ramienia koalicji był drugim przewodniczącym Rady Narodowej Słoweńców, Chorwatów i Serbów. Opowiadał się za całkowitym zerwaniu więzów Chorwacji z Austro-Węgrami i połączeniem Państwa Słoweńców, Chorwatów i Serbów z Królestwem Serbii. Był jednym z sygnatariuszy aktu zjednoczeniowego.
W latach 1918–1920 pełnił funkcję ministra spraw wewnętrznych Królestwa Serbów, Chorwatów i Słoweńców. Następnie w latach 1920–1922 i 1924–1925 był ministrem edukacji. W 1919 roku założył Partię Demokratyczną, opowiadającą się za centralizmem i unitaryzmem w Jugosławii. W 1924 roku popadł w konflikt z Ljubomirem Davidoviciem i opuścił szeregi partii. W następstwie stworzył Niezależną Partię Demokratyczną. Wszedł w koalicję rządową z Nikolą Pašiciem, jednak już w 1925 roku znalazł się z powrotem w opozycji, gdy Partia Radykalna postawiła na sojusz z Chorwacką Partią Chłopską.
Od 1927 roku jego poglądy były zrewidowane. Opowiadał się przeciwko serbskiej dominacji w ramach Jugosławii i idei Wielkiej Serbii. Wraz ze Stjepanem Radiciem założył Koalicję Chłopsko-Demokratyczną. Chciał zmiany konstytucji i federalistycznego ustroju państwa. 5 stycznia 1929 wraz z Vladkiem Mačkiem, wydał odezwę do króla Aleksandra I, wzywając go do ustanowienia systemu federalnego. 6 października 1929, w trakcie trwania šestojanuarskiej diktatury, został uwięziony w serbskim Brusie. W 1931 roku udał się na emigrację do Paryża i Pragi, w której zmarł. W 1933 roku napisał pracę La Dictature du roi Alexandre.